# Acrocephalus rufescens
Acrocephalus rufescens là một loài chim trong họ Acrocephalidae. Nó sinh sống ở Angola, Botswana, Burundi, Cameroon, Cộng hòa Trung Phi, Tchad, Cộng hòa Congo, Cộng hòa Dân chủ Congo, Guinea Xích Đạo, Gabon, Ghana, Kenya, Mali, Mauritanie, Namibia, Nigeria, Rwanda, Senegal, Nam Sudan, Tanzania, Togo, Uganda, Zambia, và Zimbabwe.
Môi trường sống tự nhiên của nó là đầm lầy.